# Heikkisenlampi
Heikkisenlampi är en del av sjön Irnijärvi. Den ligger i landskapet Norra Österbotten. En kanal som ansluter Irnijärvi med Iso-Kero ansluter genom Heikkisenlampi.